# Brasil en la Copa América Femenina 2022
La Copa América Femenina 2022 llevó a cabo del 8 al 30 de julio Brasil fue uno de los 10 participantes.

## Plantel
La máxima goleadora del equipo Marta no podrá disputar la competencia debido a que se está recuperando de una lesión de los ligamentos de la rodilla que requirió cirugía. La CBF anunció a las 23 jugadoras previo al inicio del torneo. Gabi Nunes y Letícia Izidoro se tuvieron que retirar de la competencia por lesión y fueron reemplazadas por Duda Sampaio y Natascha.
DT:  Pia Sundhage
| No. | Pos. | Jugadora       | Fecha de nacimiento (edad)         | Apa. | Goles | Club                   |
| --- | ---- | -------------- | ---------------------------------- | ---- | ----- | ---------------------- |
| 1   | POR  | Lorena         | 6 de mayo de 1997 (25 años)        | 6    | 0     | Grêmio                 |
| 2   | DEF  | Letícia Santos | 2 de diciembre de 1994 (27 años)   | 35   | 0     | Eintracht Fráncfort    |
| 3   | DEF  | Kathellen      | 26 de abril de 1996 (26 años)      | 8    | 0     | Internazionale         |
| 4   | DEF  | Rafaelle       | 18 de junio de 1991 (31 años)      | 69   | 8     | Arsenal                |
| 5   | MED  | Duda Santos    | 24 de marzo de 1996 (26 años)      | 4    | 0     | Palmeiras              |
| 6   | DEF  | Tamires        | 10 de octubre de 1987 (34 años)    | 122  | 5     | Corinthians            |
| 7   | DEL  | Gabi Portilho  | 18 de julio de 1995 (26 años)      | 2    | 0     | Corinthians            |
| 8   | MED  | Angelina       | 26 de enero de 2000 (22 años)      | 14   | 1     | OL Reign               |
| 9   | DEL  | Debinha        | 20 de octubre de 1991 (30 años)    | 120  | 48    | North Carolina Courage |
| 10  | MED  | Duda           | 18 de julio de 1995 (26 años)      | 17   | 1     | Flamengo               |
| 11  | DEL  | Adriana        | 17 de noviembre de 1996 (25 años)  | 25   | 3     | Corinthians            |
| 12  | POR  | Natascha       | 27 de septiembre de 1997 (24 años) | 1    | 0     | Flamengo               |
| 13  | DEF  | Antonia        | 26 de abril de 1994 (28 años)      | 13   | 0     | Madrid CFF             |
| 14  | MED  | Duda Sampaio   | 18 de mayo de 2001 (21 años)       | 0    | 0     | Internacional          |
| 15  | DEF  | Tainara        | 21 de abril de 1999 (23 años)      | 13   | 0     | Girondins de Burdeos   |
| 16  | DEL  | Bia Zaneratto  | 17 de diciembre de 1993 (28 años)  | 94   | 30    | Palmeiras              |
| 17  | DEL  | Ary Borges     | 28 de diciembre de 1999 (22 años)  | 11   | 2     | Palmeiras              |
| 18  | DEL  | Geyse          | 27 de marzo de 1998 (24 años)      | 27   | 4     | Madrid CFF             |
| 19  | DEL  | Gio Queiroz    | 21 de junio de 2003 (19 años)      | 10   | 2     | Levante                |
| 20  | DEF  | Fe Palermo     | 18 de agosto de 1996 (25 años)     | 5    | 0     | São Paulo              |
| 21  | DEL  | Kerolin        | 17 de noviembre de 1999 (22 años)  | 15   | 5     | North Carolina Courage |
| 22  | POR  | Luciana        | 24 de julio de 1987 (34 años)      | 37   | 0     | Ferroviária            |
| 23  | MED  | Luana          | 2 de mayo de 1993 (29 años)        | 20   | 1     | París Saint-Germain    |

## Participación

### Partidos
| Fecha       | Lugar       | Instancia      | Local     |                      | Resultado |                      | Visitante |
| ----------- | ----------- | -------------- | --------- | -------------------- | --------- | -------------------- | --------- |
| 9 de julio  | Armenia     | Fase de grupos | Brasil    | Bandera de Brasil    | 4:0 (2:0) | Bandera de Argentina | Argentina |
| 12 de julio | Armenia     | Fase de grupos | Uruguay   | Bandera de Uruguay   | 0:3 (0:2) | Bandera de Brasil    | Brasil    |
| 18 de julio | Armenia     | Fase de grupos | Venezuela | Bandera de Venezuela | 0:4 (0:1) | Bandera de Brasil    | Brasil    |
| 21 de julio | Cali        | Fase de grupos | Brasil    | Bandera de Brasil    | 6:0 (4:0) | Bandera de Perú      | Perú      |
| 26 de julio | Bucaramanga | Semifinales    | Brasil    | Bandera de Brasil    | 2:0 (2:0) | Bandera de Paraguay  | Paraguay  |
| 30 de julio | Bucaramanga | Final          | Colombia  | Bandera de Colombia  | 0:1 (0:1) | Bandera de Brasil    | Brasil    |

### Fase de grupos - Grupo B
| Equipo    | Pts | PJ | PG | PE | PP | GF | GC | Dif |
| --------- | --- | -- | -- | -- | -- | -- | -- | --- |
| Brasil    | 12  | 4  | 4  | 0  | 0  | 17 | 0  | 17  |
| Argentina | 9   | 4  | 3  | 0  | 1  | 10 | 4  | 6   |
| Venezuela | 6   | 4  | 2  | 0  | 2  | 3  | 5  | -2  |
| Uruguay   | 3   | 4  | 1  | 0  | 3  | 6  | 9  | -3  |
| Perú      | 0   | 4  | 0  | 0  | 4  | 0  | 18 | -18 |

     — Clasificado para las semifinales.

     — Clasificado para la definición por el quinto puesto.

#### Brasil vs. Argentina
| 9 de julio de 2022, 19:00 | Brasil                                                    | 4:0 (2:0)                     | Argentina | Estadio Centenario, Armenia                                  |                                                              |
|                           | Adriana 28', 58' · Bia Zaneratto 36' (pen.) · Debinha 87' | CONMEBOL Reporte FIFA Reporte |           | Asistencia: 5 000 espectadores Árbitra: María Belén Carvajal | Asistencia: 5 000 espectadores Árbitra: María Belén Carvajal |

| 1           | Guardameta     | Lorena        |     |
| 6           | Defensa        | Tamires       |     |
| 4           | Defensa        | Rafaelle      |     |
| 15          | Defensa        | Tainara       | 70' |
| 20          | Defensa        | Fe Palermo    | 70' |
| 21          | Centrocampista | Kerolin       |     |
| 17          | Centrocampista | Ary Borges    | 70' |
| 8           | Centrocampista | Angelina      | 80' |
| 11          | Centrocampista | Adriana       |     |
| 16          | Delantero      | Bia Zaneratto |     |
| 19          | Delantero      | Gio Queiroz   | 59' |
| Entrenadora | Entrenadora    | Pia Sundhage  |     |

| 1          | Guardameta     | Vanina Correa        |     |
| 4          | Defensa        | Julieta Cruz         | 63' |
| 2          | Defensa        | Agustina Barroso     |     |
| 6          | Defensa        | Aldana Cometti       |     |
| 3          | Defensa        | Eliana Stábile       |     |
| 7          | Centrocampista | Romina Núñez         |     |
| 20         | Centrocampista | Ruth Bravo           | 63' |
| 8          | Centrocampista | Daiana Falfán        | 80' |
| 11         | Centrocampista | Yamila Rodríguez     | 70' |
| 15         | Centrocampista | Florencia Bonsegundo |     |
| 19         | Delantero      | Mariana Larroquette  | 80' |
| Entrenador | Entrenador     | Germán Portanova     |     |

| 5  | Centrocampista | Duda Santos    | 59' |
| 13 | Defensa        | Antônia        | 70' |
| 2  | Defensa        | Letícia Santos | 70' |
| 14 | Centrocampista | Duda Sampaio   | 70' |
| 9  | Delantero      | Debinha        | 80' |

| 16 | Defensa        | Marina Delgado   | 63' |
| 22 | Delantero      | Estefanía Banini | 63' |
| 13 | Centrocampista | Sophia Braun     | 70' |
| 21 | Delantero      | Érica Lonigro    | 80' |
| 5  | Centrocampista | Vanesa Santana   | 80' |

| Anotado         | 28' | Adriana       | 1:0 |
| Anotado · Penal | 36' | Bia Zaneratto | 2:0 |
| Anotado         | 58' | Adriana       | 3:0 |
| Anotado         | 87' | Debinha       | 4:0 |

| Amonestado | 39' | Ary Borges     |
| Amonestado | 73' | Angelina       |
| Amonestado | 85' | Letícia Santos |

| Amonestado | 40'   | Julieta Cruz   |
| Amonestado | 82'   | Romina Núñez   |
| Amonestado | 90+5' | Marina Delgado |

| Árbitra             | María Belén Carvajal |
| Árbitras asistentes | Loreto Toloza        |
| Árbitras asistentes | Cindy Nahuelcoy      |
| Cuarta árbitra      | Adriana Farfán       |

| 1           | Guardameta     | Lorena        |     |
| 6           | Defensa        | Tamires       |     |
| 4           | Defensa        | Rafaelle      |     |
| 15          | Defensa        | Tainara       | 70' |
| 20          | Defensa        | Fe Palermo    | 70' |
| 21          | Centrocampista | Kerolin       |     |
| 17          | Centrocampista | Ary Borges    | 70' |
| 8           | Centrocampista | Angelina      | 80' |
| 11          | Centrocampista | Adriana       |     |
| 16          | Delantero      | Bia Zaneratto |     |
| 19          | Delantero      | Gio Queiroz   | 59' |
| Entrenadora | Entrenadora    | Pia Sundhage  |     |

| 1          | Guardameta     | Vanina Correa        |     |
| 4          | Defensa        | Julieta Cruz         | 63' |
| 2          | Defensa        | Agustina Barroso     |     |
| 6          | Defensa        | Aldana Cometti       |     |
| 3          | Defensa        | Eliana Stábile       |     |
| 7          | Centrocampista | Romina Núñez         |     |
| 20         | Centrocampista | Ruth Bravo           | 63' |
| 8          | Centrocampista | Daiana Falfán        | 80' |
| 11         | Centrocampista | Yamila Rodríguez     | 70' |
| 15         | Centrocampista | Florencia Bonsegundo |     |
| 19         | Delantero      | Mariana Larroquette  | 80' |
| Entrenador | Entrenador     | Germán Portanova     |     |

| 5  | Centrocampista | Duda Santos    | 59' |
| 13 | Defensa        | Antônia        | 70' |
| 2  | Defensa        | Letícia Santos | 70' |
| 14 | Centrocampista | Duda Sampaio   | 70' |
| 9  | Delantero      | Debinha        | 80' |

| 16 | Defensa        | Marina Delgado   | 63' |
| 22 | Delantero      | Estefanía Banini | 63' |
| 13 | Centrocampista | Sophia Braun     | 70' |
| 21 | Delantero      | Érica Lonigro    | 80' |
| 5  | Centrocampista | Vanesa Santana   | 80' |

| Anotado         | 28' | Adriana       | 1:0 |
| Anotado · Penal | 36' | Bia Zaneratto | 2:0 |
| Anotado         | 58' | Adriana       | 3:0 |
| Anotado         | 87' | Debinha       | 4:0 |

| Amonestado | 39' | Ary Borges     |
| Amonestado | 73' | Angelina       |
| Amonestado | 85' | Letícia Santos |

| Amonestado | 40'   | Julieta Cruz   |
| Amonestado | 82'   | Romina Núñez   |
| Amonestado | 90+5' | Marina Delgado |

| Árbitra             | María Belén Carvajal |
| Árbitras asistentes | Loreto Toloza        |
| Árbitras asistentes | Cindy Nahuelcoy      |
| Cuarta árbitra      | Adriana Farfán       |

| Estadísticas      | Bandera de Brasil | Bandera de Argentina |
| Tiros             | 11                | 5                    |
| Tiros a puerta    | 4                 | 2                    |
| Faltas            | 17                | 14                   |
| Saques de esquina | 6                 | 3                    |
| Penaltis          | 1                 | 0                    |
| Fueras de juego   | 2                 | 5                    |
| Posesión de balón | 57%               | 43%                  |

#### Uruguay vs. Brasil
| 12 de julio de 2022, 16:00 | Uruguay | 0:3 (0:2)                     | Brasil                           | Estadio Centenario, Armenia                            |                                                        |
|                            |         | CONMEBOL Reporte FIFA Reporte | Adriana 32', 48' · Debinha 45+2' | Asistencia: 1 000 espectadores Árbitra: Zulma Quiñónez | Asistencia: 1 000 espectadores Árbitra: Zulma Quiñónez |

| 13         | Guardameta     | Sofía Olivera         |     |
| 20         | Defensa        | Luciana Gómez         |     |
| 7          | Defensa        | Stephanie Tregartten  | 9'  |
| 3          | Defensa        | Daiana Farías         |     |
| 16         | Defensa        | Lorena González       |     |
| 15         | Defensa        | Rocío Martínez        | 53' |
| 11         | Centrocampista | Esperanza Pizarro     | 53' |
| 5          | Centrocampista | Karol Bermúdez        | 39' |
| 8          | Centrocampista | Ximena Velazco        |     |
| 18         | Centrocampista | Mariana Pion          | 46' |
| 10         | Delantero      | Carolina Birizamberri |     |
| Entrenador | Entrenador     | Ariel Longo           |     |

| 1           | Guardameta     | Lorena        |     |
| 13          | Defensa        | Antônia       |     |
| 15          | Defensa        | Tainara       | 46' |
| 4           | Defensa        | Rafaelle      |     |
| 6           | Defensa        | Tamires       |     |
| 21          | Centrocampista | Kerolin       | 46' |
| 17          | Centrocampista | Ary Borges    | 46' |
| 8           | Centrocampista | Angelina      | 79' |
| 11          | Centrocampista | Adriana       |     |
| 16          | Delantero      | Bia Zaneratto |     |
| 9           | Delantero      | Debinha       | 58' |
| Entrenadora | Entrenadora    | Pia Sundhage  |     |

| 22 | Defensa        | Sofía Ramondegui | 9'  |
| 9  | Centrocampista | Pamela González  | 39' |
| 14 | Defensa        | Pilar Gonzalez   | 46' |
| 21 | Delantero      | Belén Aquino     | 53' |
| 4  | Defensa        | Laura Felipe     | 53' |

| 5  | Centrocampista | Duda Santos  | 46' |
| 3  | Defensa        | Kathellen    | 46' |
| 10 | Centrocampista | Duda         | 46' |
| 19 | Delantero      | Gio Queiroz  | 58' |
| 14 | Centrocampista | Duda Sampaio | 79' |

| Anotado | 32'   | Adriana | 0:1 |
| Anotado | 45+2' | Debinha | 0:2 |
| Anotado | 48'   | Adriana | 0:3 |

| Amonestado | 56' | Belén Aquino   |
| Amonestado | 65' | Ximena Velazco |

| Amonestado | 37' | Antônia  |
| Amonestado | 56' | Kerolin  |
| Amonestado | 81' | Rafaelle |

| Otorgado · Expulsado | 78' | Ximena Velazco |

| Árbitra             | Zulma Quiñónez       |
| Árbitras asistentes | Laura Miranda        |
| Árbitras asistentes | Nadia Weiler         |
| Cuarta árbitra      | María Belén Carvajal |

| 13         | Guardameta     | Sofía Olivera         |     |
| 20         | Defensa        | Luciana Gómez         |     |
| 7          | Defensa        | Stephanie Tregartten  | 9'  |
| 3          | Defensa        | Daiana Farías         |     |
| 16         | Defensa        | Lorena González       |     |
| 15         | Defensa        | Rocío Martínez        | 53' |
| 11         | Centrocampista | Esperanza Pizarro     | 53' |
| 5          | Centrocampista | Karol Bermúdez        | 39' |
| 8          | Centrocampista | Ximena Velazco        |     |
| 18         | Centrocampista | Mariana Pion          | 46' |
| 10         | Delantero      | Carolina Birizamberri |     |
| Entrenador | Entrenador     | Ariel Longo           |     |

| 1           | Guardameta     | Lorena        |     |
| 13          | Defensa        | Antônia       |     |
| 15          | Defensa        | Tainara       | 46' |
| 4           | Defensa        | Rafaelle      |     |
| 6           | Defensa        | Tamires       |     |
| 21          | Centrocampista | Kerolin       | 46' |
| 17          | Centrocampista | Ary Borges    | 46' |
| 8           | Centrocampista | Angelina      | 79' |
| 11          | Centrocampista | Adriana       |     |
| 16          | Delantero      | Bia Zaneratto |     |
| 9           | Delantero      | Debinha       | 58' |
| Entrenadora | Entrenadora    | Pia Sundhage  |     |

| 22 | Defensa        | Sofía Ramondegui | 9'  |
| 9  | Centrocampista | Pamela González  | 39' |
| 14 | Defensa        | Pilar Gonzalez   | 46' |
| 21 | Delantero      | Belén Aquino     | 53' |
| 4  | Defensa        | Laura Felipe     | 53' |

| 5  | Centrocampista | Duda Santos  | 46' |
| 3  | Defensa        | Kathellen    | 46' |
| 10 | Centrocampista | Duda         | 46' |
| 19 | Delantero      | Gio Queiroz  | 58' |
| 14 | Centrocampista | Duda Sampaio | 79' |

| Anotado | 32'   | Adriana | 0:1 |
| Anotado | 45+2' | Debinha | 0:2 |
| Anotado | 48'   | Adriana | 0:3 |

| Amonestado | 56' | Belén Aquino   |
| Amonestado | 65' | Ximena Velazco |

| Amonestado | 37' | Antônia  |
| Amonestado | 56' | Kerolin  |
| Amonestado | 81' | Rafaelle |

| Otorgado · Expulsado | 78' | Ximena Velazco |

| Árbitra             | Zulma Quiñónez       |
| Árbitras asistentes | Laura Miranda        |
| Árbitras asistentes | Nadia Weiler         |
| Cuarta árbitra      | María Belén Carvajal |

| Estadísticas      | Bandera de Uruguay | Bandera de Brasil |
| Tiros             | 7                  | 24                |
| Tiros a puerta    | 2                  | 9                 |
| Faltas            | 11                 | 17                |
| Saques de esquina | 2                  | 8                 |
| Penaltis          | 0                  | 0                 |
| Fueras de juego   | 0                  | 1                 |
| Posesión de balón | 33%                | 67%               |

#### Venezuela vs. Brasil
| 18 de julio de 2022, 16:00 | Venezuela | 0:4 (0:1)                     | Brasil                                                | Estadio Centenario, Armenia                            |                                                        |
|                            |           | CONMEBOL Reporte FIFA Reporte | Bia Zaneratto 22' · Ary Borges 51' · Debinha 58', 65' | Asistencia: 5 000 espectadores Árbitra: Zulma Quiñónez | Asistencia: 5 000 espectadores Árbitra: Zulma Quiñónez |

| 13          | Guardameta     | Nayluisa Cáceres    |     |
| 6           | Defensa        | Michelle Romero     |     |
| 4           | Defensa        | María Peraza        |     |
| 3           | Defensa        | Nairelis Gutiérrez  | 67' |
| 2           | Defensa        | Verónica Herrera    |     |
| 14          | Centrocampista | Raiderlin Carrasco  |     |
| 8           | Centrocampista | Sonia O'Neill       | 59' |
| 17          | Centrocampista | Maikerlin Astudillo |     |
| 18          | Centrocampista | Ysaura Viso         | 46' |
| 11          | Delantero      | Oriana Altuve       | 46' |
| 9           | Delantero      | Deyna Castellanos   | 68' |
| Entrenadora | Entrenadora    | Pamela Conti        |     |

| 1           | Guardameta     | Lorena        |     |
| 13          | Defensa        | Antônia       |     |
| 3           | Defensa        | Kathellen     |     |
| 4           | Defensa        | Rafaelle      | 68' |
| 6           | Defensa        | Tamires       |     |
| 8           | Centrocampista | Angelina      |     |
| 17          | Centrocampista | Ary Borges    | 60' |
| 21          | Centrocampista | Kerolin       | 46' |
| 11          | Delantero      | Adriana       | 46' |
| 9           | Delantero      | Debinha       |     |
| 16          | Delantero      | Bia Zaneratto | 60' |
| Entrenadora | Entrenadora    | Pia Sundhage  |     |

| 7  | Centrocampista | Paola Villamizar      | 46' |
| 19 | Delantero      | Mariana Speckmaier    | 46' |
| 12 | Defensa        | Sabrina Araujo-Elorza | 59' |
| 21 | Centrocampista | Bárbara Olivieri      | 67' |
| 23 | Defensa        | Gabriela Angulo       | 68' |

| 7  | Delantero      | Gabi Portilho | 46' |
| 10 | Centrocampista | Duda          | 46' |
| 18 | Delantero      | Geyse         | 60' |
| 23 | Centrocampista | Luana         | 60' |
| 20 | Defensa        | Fe Palermo    | 68' |

| Anotado | 22' | Bia Zaneratto | 0:1 |
| Anotado | 51' | Ary Borges    | 0:2 |
| Anotado | 58' | Debinha       | 0:3 |
| Anotado | 65' | Debinha       | 0:4 |

| Amonestado | 32' | Angelina  |
| Amonestado | 42' | Rafaelle  |
| Amonestado | 83' | Kathellen |

| Árbitra             | Zulma Quiñónez      |
| Árbitras asistentes | Laura Miranda       |
| Árbitras asistentes | Nadia Weiler        |
| Cuarta árbitra      | María Victoria Daza |

| 13          | Guardameta     | Nayluisa Cáceres    |     |
| 6           | Defensa        | Michelle Romero     |     |
| 4           | Defensa        | María Peraza        |     |
| 3           | Defensa        | Nairelis Gutiérrez  | 67' |
| 2           | Defensa        | Verónica Herrera    |     |
| 14          | Centrocampista | Raiderlin Carrasco  |     |
| 8           | Centrocampista | Sonia O'Neill       | 59' |
| 17          | Centrocampista | Maikerlin Astudillo |     |
| 18          | Centrocampista | Ysaura Viso         | 46' |
| 11          | Delantero      | Oriana Altuve       | 46' |
| 9           | Delantero      | Deyna Castellanos   | 68' |
| Entrenadora | Entrenadora    | Pamela Conti        |     |

| 1           | Guardameta     | Lorena        |     |
| 13          | Defensa        | Antônia       |     |
| 3           | Defensa        | Kathellen     |     |
| 4           | Defensa        | Rafaelle      | 68' |
| 6           | Defensa        | Tamires       |     |
| 8           | Centrocampista | Angelina      |     |
| 17          | Centrocampista | Ary Borges    | 60' |
| 21          | Centrocampista | Kerolin       | 46' |
| 11          | Delantero      | Adriana       | 46' |
| 9           | Delantero      | Debinha       |     |
| 16          | Delantero      | Bia Zaneratto | 60' |
| Entrenadora | Entrenadora    | Pia Sundhage  |     |

| 7  | Centrocampista | Paola Villamizar      | 46' |
| 19 | Delantero      | Mariana Speckmaier    | 46' |
| 12 | Defensa        | Sabrina Araujo-Elorza | 59' |
| 21 | Centrocampista | Bárbara Olivieri      | 67' |
| 23 | Defensa        | Gabriela Angulo       | 68' |

| 7  | Delantero      | Gabi Portilho | 46' |
| 10 | Centrocampista | Duda          | 46' |
| 18 | Delantero      | Geyse         | 60' |
| 23 | Centrocampista | Luana         | 60' |
| 20 | Defensa        | Fe Palermo    | 68' |

| Anotado | 22' | Bia Zaneratto | 0:1 |
| Anotado | 51' | Ary Borges    | 0:2 |
| Anotado | 58' | Debinha       | 0:3 |
| Anotado | 65' | Debinha       | 0:4 |

| Amonestado | 32' | Angelina  |
| Amonestado | 42' | Rafaelle  |
| Amonestado | 83' | Kathellen |

| Árbitra             | Zulma Quiñónez      |
| Árbitras asistentes | Laura Miranda       |
| Árbitras asistentes | Nadia Weiler        |
| Cuarta árbitra      | María Victoria Daza |

| Estadísticas      | Bandera de Venezuela | Bandera de Brasil |
| Tiros             | 9                    | 20                |
| Tiros a puerta    | 0                    | 7                 |
| Faltas            | 6                    | 17                |
| Saques de esquina | 4                    | 5                 |
| Penaltis          | 0                    | 0                 |
| Fueras de juego   | 0                    | 4                 |
| Posesión de balón | 41%                  | 59%               |

#### Brasil vs. Perú
| 21 de julio de 2022, 19:00 | Brasil                                                                                                | 6:0 (4:0)                     | Perú | Estadio Pascual Guerrero, Cali                         |                                                        |
|                            | Duda 1' · Duda Sampaio 17' · Geyse 41' · Duda Santos 44' (pen.) · Fe Palermo 48' · Adriana 50' (pen.) | CONMEBOL Reporte FIFA Reporte |      | Asistencia: 1 500 espectadores Árbitra: Susana Corella | Asistencia: 1 500 espectadores Árbitra: Susana Corella |

| 1           | Guardameta     | Lorena         |       |
| 20          | Defensa        | Fe Palermo     |       |
| 3           | Defensa        | Kathellen      | 46'   |
| 2           | Defensa        | Letícia Santos |       |
| 5           | Centrocampista | Duda Santos    |       |
| 14          | Centrocampista | Duda Sampaio   |       |
| 23          | Centrocampista | Luana          | 90+2' |
| 10          | Centrocampista | Duda           | 46'   |
| 21          | Delantero      | Kerolin        |       |
| 18          | Delantero      | Geyse          | 60'   |
| 7           | Delantero      | Gabi Portilho  | 72'   |
| Entrenadora | Entrenadora    | Pia Sundhage   |       |

| 12         | Guardameta     | Maryory Sánchez  |     |
| 16         | Defensa        | Liliana Neyra    | 65' |
| 3          | Defensa        | Grace Cagnina    |     |
| 4          | Defensa        | Braelynn Llamoca |     |
| 14         | Defensa        | Scarleth Flores  |     |
| 6          | Centrocampista | Claudia Cagnina  | 87' |
| 10         | Centrocampista | Sandra Arévalo   | 79' |
| 19         | Centrocampista | Nahomi Martínez  |     |
| 8          | Centrocampista | Ariana Muñoz     |     |
| 11         | Centrocampista | Xioczana Canales | 46' |
| 18         | Delantero      | Pierina Núñez    | 79' |
| Entrenador | Entrenador     | Conrad Flores    |     |

| 11 | Delantero | Adriana    | 46'   |
| 15 | Defensa   | Tainara    | 46'   |
| 9  | Delantero | Debinha    | 60'   |
| 6  | Defensa   | Tamires    | 72'   |
| 17 | Delantero | Ary Borges | 90+2' |

| 2  | Defensa        | Stephannie Vásquez | 46' |
| 13 | Defensa        | Yoselin Miranda    | 65' |
| 9  | Delantero      | Alexandra Kimball  | 79' |
| 7  | Centrocampista | Gladys Dorador     | 79' |
| 5  | Centrocampista | Teresa Wowk        | 87' |

| Anotado         | 1'  | Duda         | 1:0 |
| Anotado         | 17' | Duda Sampaio | 2:0 |
| Anotado         | 41' | Geyse        | 3:0 |
| Anotado · Penal | 44' | Duda Santos  | 4:0 |
| Anotado         | 48' | Fê Palermo   | 5:0 |
| Anotado · Penal | 50' | Adriana      | 6:0 |

| Amonestado | 20' | Letícia Santos |

| Amonestado | 27' | Braelynn Llamoca |

| Árbitra             | Susana Corella |
| Árbitras asistentes | Mónica Amboya  |
| Árbitras asistentes | Viviana Segura |
| Cuarta árbitra      | Zulma Quiñónez |

| 1           | Guardameta     | Lorena         |       |
| 20          | Defensa        | Fe Palermo     |       |
| 3           | Defensa        | Kathellen      | 46'   |
| 2           | Defensa        | Letícia Santos |       |
| 5           | Centrocampista | Duda Santos    |       |
| 14          | Centrocampista | Duda Sampaio   |       |
| 23          | Centrocampista | Luana          | 90+2' |
| 10          | Centrocampista | Duda           | 46'   |
| 21          | Delantero      | Kerolin        |       |
| 18          | Delantero      | Geyse          | 60'   |
| 7           | Delantero      | Gabi Portilho  | 72'   |
| Entrenadora | Entrenadora    | Pia Sundhage   |       |

| 12         | Guardameta     | Maryory Sánchez  |     |
| 16         | Defensa        | Liliana Neyra    | 65' |
| 3          | Defensa        | Grace Cagnina    |     |
| 4          | Defensa        | Braelynn Llamoca |     |
| 14         | Defensa        | Scarleth Flores  |     |
| 6          | Centrocampista | Claudia Cagnina  | 87' |
| 10         | Centrocampista | Sandra Arévalo   | 79' |
| 19         | Centrocampista | Nahomi Martínez  |     |
| 8          | Centrocampista | Ariana Muñoz     |     |
| 11         | Centrocampista | Xioczana Canales | 46' |
| 18         | Delantero      | Pierina Núñez    | 79' |
| Entrenador | Entrenador     | Conrad Flores    |     |

| 11 | Delantero | Adriana    | 46'   |
| 15 | Defensa   | Tainara    | 46'   |
| 9  | Delantero | Debinha    | 60'   |
| 6  | Defensa   | Tamires    | 72'   |
| 17 | Delantero | Ary Borges | 90+2' |

| 2  | Defensa        | Stephannie Vásquez | 46' |
| 13 | Defensa        | Yoselin Miranda    | 65' |
| 9  | Delantero      | Alexandra Kimball  | 79' |
| 7  | Centrocampista | Gladys Dorador     | 79' |
| 5  | Centrocampista | Teresa Wowk        | 87' |

| Anotado         | 1'  | Duda         | 1:0 |
| Anotado         | 17' | Duda Sampaio | 2:0 |
| Anotado         | 41' | Geyse        | 3:0 |
| Anotado · Penal | 44' | Duda Santos  | 4:0 |
| Anotado         | 48' | Fê Palermo   | 5:0 |
| Anotado · Penal | 50' | Adriana      | 6:0 |

| Amonestado | 20' | Letícia Santos |

| Amonestado | 27' | Braelynn Llamoca |

| Árbitra             | Susana Corella |
| Árbitras asistentes | Mónica Amboya  |
| Árbitras asistentes | Viviana Segura |
| Cuarta árbitra      | Zulma Quiñónez |

| Estadísticas      | Bandera de Brasil | Bandera de Perú |
| Tiros             | 31                | 5               |
| Tiros a puerta    | 14                | 0               |
| Faltas            | 13                | 11              |
| Saques de esquina | 13                | 0               |
| Penaltis          | 2                 | 0               |
| Fueras de juego   | 1                 | 0               |
| Posesión de balón | 65%               | 35%             |

### Semifinales

#### Brasil vs. Paraguay
| 26 de julio de 2022, 19:00 | Brasil                             | 2:0 (2:0)                     | Paraguay | Estadio Alfonso López, Bucaramanga                      |                                                         |
|                            | Ary Borges 16' · Bia Zaneratto 28' | CONMEBOL Reporte FIFA Reporte |          | Asistencia: 5 832 espectadores Árbitra: Anahí Fernández | Asistencia: 5 832 espectadores Árbitra: Anahí Fernández |

| 1           | Guardameta     | Lorena        |     |
| 6           | Defensa        | Tamires       |     |
| 4           | Defensa        | Rafaelle      | 71' |
| 15          | Defensa        | Tainara       |     |
| 13          | Defensa        | Antônia       | 81' |
| 11          | Centrocampista | Adriana       |     |
| 8           | Centrocampista | Angelina      |     |
| 17          | Centrocampista | Ary Borges    | 58' |
| 21          | Centrocampista | Kerolin       | 81' |
| 9           | Delantero      | Debinha       | 71' |
| 16          | Delantero      | Bia Zaneratto |     |
| Entrenadora | Entrenadora    | Pia Sundhage  |     |

| 12         | Guardameta     | Alicia Bobadilla  |       |
| 16         | Defensa        | Ramona Martínez   |       |
| 21         | Defensa        | María Martínez    |       |
| 5          | Defensa        | Verónica Riveros  | 86'   |
| 4          | Defensa        | Daysy Bareiro     | 90+1' |
| 10         | Centrocampista | Jessica Martínez  |       |
| 15         | Centrocampista | Fanny Godoy       | 86'   |
| 6          | Centrocampista | Dulce Quintana    |       |
| 7          | Centrocampista | Fabiola Sandoval  |       |
| 19         | Delantero      | Rebeca Fernández  | 73'   |
| 11         | Delantero      | Fany Gauto        |       |
| Entrenador | Entrenador     | Marcello Frigério |       |

| 14 | Centrocampista | Duda Sampaio  | 58' |
| 18 | Delantero      | Geyse         | 71' |
| 3  | Defensa        | Kathellen     | 71' |
| 7  | Delantero      | Gabi Portilho | 81' |
| 20 | Defensa        | Fe Palermo    | 81' |

| 23 | Centrocampista | Fátima Acosta     | 73'   |
| 3  | Defensa        | Lorena Alonso     | 86'   |
| 8  | Centrocampista | Rosa Miño         | 86'   |
| 13 | Delantero      | Graciela Martínez | 90+1' |

| Anotado | 16' | Ary Borges    | 1:0 |
| Anotado | 28' | Bia Zaneratto | 2:0 |

| Amonestado | 35' | Ary Borges |

| Amonestado | 45' | María Martínez |

| Árbitra             | Anahí Fernández   |
| Árbitras asistentes | Luciana Mascarana |
| Árbitras asistentes | Adela Sanchez     |
| Cuarta árbitra      | Yercinia Correa   |

| 1           | Guardameta     | Lorena        |     |
| 6           | Defensa        | Tamires       |     |
| 4           | Defensa        | Rafaelle      | 71' |
| 15          | Defensa        | Tainara       |     |
| 13          | Defensa        | Antônia       | 81' |
| 11          | Centrocampista | Adriana       |     |
| 8           | Centrocampista | Angelina      |     |
| 17          | Centrocampista | Ary Borges    | 58' |
| 21          | Centrocampista | Kerolin       | 81' |
| 9           | Delantero      | Debinha       | 71' |
| 16          | Delantero      | Bia Zaneratto |     |
| Entrenadora | Entrenadora    | Pia Sundhage  |     |

| 12         | Guardameta     | Alicia Bobadilla  |       |
| 16         | Defensa        | Ramona Martínez   |       |
| 21         | Defensa        | María Martínez    |       |
| 5          | Defensa        | Verónica Riveros  | 86'   |
| 4          | Defensa        | Daysy Bareiro     | 90+1' |
| 10         | Centrocampista | Jessica Martínez  |       |
| 15         | Centrocampista | Fanny Godoy       | 86'   |
| 6          | Centrocampista | Dulce Quintana    |       |
| 7          | Centrocampista | Fabiola Sandoval  |       |
| 19         | Delantero      | Rebeca Fernández  | 73'   |
| 11         | Delantero      | Fany Gauto        |       |
| Entrenador | Entrenador     | Marcello Frigério |       |

| 14 | Centrocampista | Duda Sampaio  | 58' |
| 18 | Delantero      | Geyse         | 71' |
| 3  | Defensa        | Kathellen     | 71' |
| 7  | Delantero      | Gabi Portilho | 81' |
| 20 | Defensa        | Fe Palermo    | 81' |

| 23 | Centrocampista | Fátima Acosta     | 73'   |
| 3  | Defensa        | Lorena Alonso     | 86'   |
| 8  | Centrocampista | Rosa Miño         | 86'   |
| 13 | Delantero      | Graciela Martínez | 90+1' |

| Anotado | 16' | Ary Borges    | 1:0 |
| Anotado | 28' | Bia Zaneratto | 2:0 |

| Amonestado | 35' | Ary Borges |

| Amonestado | 45' | María Martínez |

| Árbitra             | Anahí Fernández   |
| Árbitras asistentes | Luciana Mascarana |
| Árbitras asistentes | Adela Sanchez     |
| Cuarta árbitra      | Yercinia Correa   |

| Estadísticas      | Bandera de Brasil | Bandera de Paraguay |
| Tiros             | 23                | 9                   |
| Tiros a puerta    | 8                 | 3                   |
| Faltas            | 21                | 9                   |
| Saques de esquina | 4                 | 5                   |
| Penaltis          | 0                 | 0                   |
| Fueras de juego   | 2                 | 1                   |
| Posesión de balón | 69%               | 31%                 |

### Final

#### Colombia vs. Brasil
| 30 de julio de 2022, 19:00 | Colombia | 0:1 (0:1)                     | Brasil             | Estadio Alfonso López, Bucaramanga                                           |                                                                              |
|                            |          | CONMEBOL Reporte FIFA Reporte | Debinha 39' (pen.) | Asistencia: 28 000 espectadores Árbitra: Laura Fortunato VAR: Zulma Quiñones | Asistencia: 28 000 espectadores Árbitra: Laura Fortunato VAR: Zulma Quiñones |

| 1          | Guardameta     | Catalina Pérez   |     |
| 2          | Defensa        | Manuela Vanegas  |     |
| 19         | Defensa        | Jorelyn Carabalí |     |
| 3          | Defensa        | Daniela Arias    |     |
| 22         | Defensa        | Daniela Caracas  |     |
| 5          | Centrocampista | Lorena Bedoya    | 85' |
| 6          | Centrocampista | Daniela Montoya  |     |
| 11         | Centrocampista | Catalina Usme    |     |
| 10         | Centrocampista | Leicy Santos     |     |
| 18         | Centrocampista | Linda Caicedo    |     |
| 9          | Delantero      | Mayra Ramírez    | 63' |
| Entrenador | Entrenador     | Nelson Abadía    |     |

| 1           | Guardameta     | Lorena        |     |
| 13          | Defensa        | Antonia       |     |
| 15          | Defensa        | Tainara       |     |
| 4           | Defensa        | Rafaelle      |     |
| 6           | Defensa        | Tamires       |     |
| 11          | Centrocampista | Adriana       |     |
| 8           | Centrocampista | Angelina      | 8'  |
| 17          | Centrocampista | Ary Borges    | 67' |
| 21          | Centrocampista | Kerolin       | 67' |
| 16          | Delantero      | Bia Zaneratto | 87' |
| 9           | Delantero      | Debinha       |     |
| Entrenadora | Entrenadora    | Pia Sundhage  |     |

| 4 | Centrocampista | Diana Ospina   | 63' |
| 7 | Delantero      | Gisela Robledo | 85' |

| 10 | Centrocampista | Duda          | 8'  |
| 7  | Delantero      | Gabi Portilho | 67' |
| 23 | Centrocampista | Luana         | 67' |
| 18 | Delantero      | Geyse         | 87' |

| Anotado · Penal | 39' | Debinha | 0:1 |

| Amonestado | 52' | Lorena Bedoya |

| Amonestado | 40' | Tainara       |
| Amonestado | 55' | Bia Zaneratto |
| Amonestado | 59' | Antônia       |

| Árbitra             | Laura Fortunato    |
| Árbitras asistentes | Mariana de Almeida |
| Árbitras asistentes | Daniela Milone     |
| Cuarta árbitra      | Adriana Farfán     |
| VAR                 | Zulma Quiñones     |
| Adicionales VAR     | Susana Corella     |
| Adicionales VAR     | Mónica Amboya      |

| 1          | Guardameta     | Catalina Pérez   |     |
| 2          | Defensa        | Manuela Vanegas  |     |
| 19         | Defensa        | Jorelyn Carabalí |     |
| 3          | Defensa        | Daniela Arias    |     |
| 22         | Defensa        | Daniela Caracas  |     |
| 5          | Centrocampista | Lorena Bedoya    | 85' |
| 6          | Centrocampista | Daniela Montoya  |     |
| 11         | Centrocampista | Catalina Usme    |     |
| 10         | Centrocampista | Leicy Santos     |     |
| 18         | Centrocampista | Linda Caicedo    |     |
| 9          | Delantero      | Mayra Ramírez    | 63' |
| Entrenador | Entrenador     | Nelson Abadía    |     |

| 1           | Guardameta     | Lorena        |     |
| 13          | Defensa        | Antonia       |     |
| 15          | Defensa        | Tainara       |     |
| 4           | Defensa        | Rafaelle      |     |
| 6           | Defensa        | Tamires       |     |
| 11          | Centrocampista | Adriana       |     |
| 8           | Centrocampista | Angelina      | 8'  |
| 17          | Centrocampista | Ary Borges    | 67' |
| 21          | Centrocampista | Kerolin       | 67' |
| 16          | Delantero      | Bia Zaneratto | 87' |
| 9           | Delantero      | Debinha       |     |
| Entrenadora | Entrenadora    | Pia Sundhage  |     |

| 4 | Centrocampista | Diana Ospina   | 63' |
| 7 | Delantero      | Gisela Robledo | 85' |

| 10 | Centrocampista | Duda          | 8'  |
| 7  | Delantero      | Gabi Portilho | 67' |
| 23 | Centrocampista | Luana         | 67' |
| 18 | Delantero      | Geyse         | 87' |

| Anotado · Penal | 39' | Debinha | 0:1 |

| Amonestado | 52' | Lorena Bedoya |

| Amonestado | 40' | Tainara       |
| Amonestado | 55' | Bia Zaneratto |
| Amonestado | 59' | Antônia       |

| Árbitra             | Laura Fortunato    |
| Árbitras asistentes | Mariana de Almeida |
| Árbitras asistentes | Daniela Milone     |
| Cuarta árbitra      | Adriana Farfán     |
| VAR                 | Zulma Quiñones     |
| Adicionales VAR     | Susana Corella     |
| Adicionales VAR     | Mónica Amboya      |

| Estadísticas      | Bandera de Colombia | Bandera de Brasil |
| Tiros             | 21                  | 15                |
| Tiros a puerta    | 5                   | 4                 |
| Faltas            | 10                  | 13                |
| Saques de esquina | 8                   | 5                 |
| Penaltis          | 0                   | 1                 |
| Fueras de juego   | 0                   | 1                 |
| Posesión de balón | 43%                 | 57%               |